# Katona Mihály Dénes
Katona Mihály Dénes vagy Katona Dienes (Dercsika, 1782. szeptember 24. – Sátoraljaújhely, 1874. június 9.) bölcseleti doktor, piarista áldozópap és tanár, növénynemesítő.

## Életútja
Katona Gábor földművelő (akinek őse Katona István 1717-ben nyert címeres nemes levelet) fia. Szemes Imre kegyesrendi pap pártfogása mellett végezte tanulmányait a gimnázium VI. osztályáig 1797-től Pozsonyban, 1799-től Magyaróvárott és 1801-től Tatán. 1802. október 11-én a piarista-rendbe lépett és a trencsényi rendház növendéke lett. A próbaév letelte után letette az egyszerű fogadalmat és ekkor vette fel a Dénes nevet.
Próbatanárkodásának első évét a kalocsai gimnáziumban végezte, honnan 1804-ben a tatai gimnáziumba helyezték át. 1805. szeptember 8-án letette az ünnepélyes szerzetesi fogadalmat, mire 1806-ban a rendkormány a budapesti egyetemre küldötte. 1808. szeptember 18-án bölcseletdoktorrá avatták. A teológiát 1809–10-ben (két évig) hallgatta Nyitrán és Pozsonyszentgyörgyön. 1809. március 9-én áldozópappá szentelték fel. 1810-től ismét Tatán volt tanár a nyelvészeti és szónoklati osztályokban, az 1814-15. tanévben pedig a szegedi líceumban. 1821-től Kolozsvárt a hazai történelem tanára volt. 1826-ban Tatán másodházfőnök lett. 1827-től Léván házfőnök és gimnáziumi igazgató.
1828 januárjában Bars megye megválasztotta assessornak (ülnöknek). 1829-ben a váci líceumban, a történelmet tanította. A folytonos munkálkodás megtörte egészségét és a rend kormánya egy év múlva Kalocsára küldte főnöknek. 1833–34-ben a nagykárolyi gimnázium igazgatója volt, Laicsák Ferenc nagyváradi püspök a könyvvizsgálattal is megbízta. A következő három iskolai év alatt ismét fel volt mentve a rendes tanárkodás alól. Ezen idő alatt a szegedi gimnáziumban póttanár és házi lelki atya volt. Innét 1827-ben Kecskemétre ment, ahol 1830 és 1834 között vitte a középiskola igazgatását. 1841-ben a szegedi líceum igazgatójává nevezték ki, mely tisztét 1843 végéig vitte. Ezzel be is fejezte a tanügy terén való munkálkodását.
A külföldi indigó kiszorításának eszméjével már régen foglalkozott; Szegeden tartózkodása alatt e téren irodalmilag is működött; a festő csikszár nem lévén alkalmas az indigó előállítására, helyette a nagy-csüllenget ajánlotta. 1843-ban a rend kormánya Sátoraljaújhelybe helyezte nyugalomra, ahol élete hátralevő részét töltötte. Legszívesebben tartózkodott a társház terjedelmes kertjének egy parányi területén, önalkotta kis kertjében, az úgynevezett názáreti kertben; itt időzött legtöbbet. Itt akklimatizálta az amerikai indigót, itt tett kísérletet a kávéfával (Coffea arabica), az amerikai szőlővel, a batát gyümölccsel, a braziliai dinnyével és a cukornáddal.
Mint növényhonosító, nem egy tévedésnek s kellemetlenségnek lett osztályosa. Xantus Jánossal állandó levelezésben állott, ki neki 1862-ben amerikai venyigét küldött. 1859. március 9-én aranymiséjét tartotta. 1864-ben tiszteletbeli kormánysegédi címmel tisztelték meg; szeptember 25-én elaggott rendtársainak alaptőkéjét 116 darab arannyal gyarapította. 1870. április 13-án a kegyestanitórend dékánja lett. E mellett szorgalmasan tanulmányozta a csülleng indigógyártás kérdését; buzdítására Gindly Rudolf tengelici pusztáján indigo gyárat állított, mely vállalat azonban a kormánytól várt segély elmaradása miatt megszűnt. Meghalt 1874. június 9-én Sátoraljaújhelyen 92 éves korában.

## Publikációi
- Athenaeumban (1837. A nagy csülleng, Phoenix gőzkocsi; Műtudományi fölfedezés, Természetrajz)
- Tudományos Gyűjteményben (1838. IX. A honi indigóról)
- Gazdasági Tudósításokban (1838. II. A honi indigóról, rajzzal, 1840. Dinnyészet)
- Ismertetőben (1840. Indigó növények, A honi indigo ügyében Ploetz úrnak)
- Műiparban (1841. Honi indigo)
- Magyar Gazdában (1845. Dinnyészet, Honi indigogyártás, 1846. Borok királya, Szelid gesztenyefa-tenyésztés)
- Hetilapban (1847. A dalmatiai és honi indigo ügyében)
- Természetbarátban (1847. Európai kenyérfa)
- Gazdasági Lapokban (1851. Magyar thea, 1852. Gyümölcsfák nemesítése, irtogatás, nyesés által, 1862. A gyapot honosítás ügyében, 1870. Jegyzetek a dinnyészetről, Növény honosításunk, Jó magtermesztés és eltartás, Nemes gyümölcsfák életének meghosszabbítása, Faültetés, Növények oltalma, kései fagyok ellen, Tokaji bor, Valami az európai indigóról, Előítételek az indigo ügyében, Egy beterán gazda jegyzeteiből, A gyapot és ramia tenacissima)
- Falusi Gazdában (1862. Dinnyészet, 1863. Növényhonosítás, A szelid gesztenyefa, ábrával, 1864. Növény honosítás: Amerikai gyapotfák és indigo cserjék nevelése, ezekből az indigónak legkönnyebb és népszerű gyártása, A földnek használásáról, Elektoral-répa, Faültetés, Magcsiráztató szerek, Magtermesztés az indigó-cserjében, Az arendákról, Dinnyészetünk, a magyar ló, Házi gyógyszerek, olcsó gyógyszerek, Néhány szó az élettudományból, 1865. Növényhonosítás, Nemzeti háztartásunk, Dinnyészet, Nyesegetés, Gesztészet, Faültetés, Csatornázás-e vagy befásítás, Indigo-ügy, Sivány homok használata Néhány szó a befásítás tervéhez, A pompás diófáról, Juglans regia, 1866. Berki fák aszályos alföldünkre, Nemzeti ipar, Jegyzetek Kerner úr tanaira, aszályos földünk befásításáról, Némely gyümölcsésznek terve aszályos alföldünknek Eldorádóvá változtatására, Termelőiparunk, Törpe vagy magas fákat tanácsos-e gyümölcsös kertekben nevelni? Gyümölcsészeti iparunk, Gabonapótok, Vadgesztenyefa, Indigo-iparunk megindult, Honosításunk, Gyümölcsnemesítés, Az europai indigo gyártóihoz, 1867. A magyar alföldi aszály okai és azok megszüntetése, Csüllengtermelés és az indigogyár kellékei, Tévedések a fákkal bánásban, A chinai thea iránti előítéletről, A csülleng és az indiai indigo Németországban egy század előtt, A japáni kukuricza, Dinnyészeti kaland vagy termeljük a dinnyét more patrio, Aszályos Alföldünk befásítása, A mesterséges rétek, a czimpáj füvekről, Növényhonosítás, Orvosi növények: Rhebarbara, 1868. Gyümölcsnemesítés különös módja, A csokoládéfa, Az esőről, Előítéletek és babonák kártékonysága, Czukorgyártás chinai sangai czirokból, Miért legjelesebbek a magyar borok egész földgömbünkön, Az édes fügéről, Indigo-gyártó társaimnak, Indigo-iparunk, A batát-gumokról, Szőlőszaporítás, A kukuriczáról, Növények termesztése, Különös dinnye, Jegyzetek a gyümölcsfákról, A kávéfáról, Az orrtekerő tormáról, Czukorczirok és czukor répa, rajzzal)
- Kerti Gazdaságban (1859. Földibalha fogó, 1861. Az acclimatisálás érdekében, 1862. A gyapottermelésünk érdekében, Dinnyészeti közlemények, Valami a legjobb brigtrágyához, A növények öntözéséről)
- Magyar Kertészben (1863. Konyhakert mivelés, Népélelmezés, Látogatás az ipolyszakálosi faiskalában, A fű és fanemű gyapotról, Néhány jegyzék a fák nemesítéséről, Az indigo-ügynek befejezése); Az indigo-ügynek befejezése)
- Kertészgazdában (1865. Indigo-ügy, Gyümölcsészet októberben, Növényhonosítás: Az európai indigo netovábbja, Trágya, 1866. A nemes gyümölcsfák élete meghosszabbításáról, Gyümölcsfáink kedves földje, Kereskedelmi növények: A magyar indigo, festő csülleng, fölkarolása, A magyar kender, Növényhon, növénynemesítés, átültetés és tágabb helyezés által, Nemzeti ipar, Indigo-ügy, Dinnyészeti jegyzetek, Hasznos madarak honosítása, Honosításunk: Yam gyökér, 1867. Ismét egy kitünő indigo-gyártó, Vadgesztenyefa, A czirok család, Európai indigóvali festésnek legkönnyebb módja, Magcsiráztatás és ültetés, Hamu és korom hasznai a gazdaságban, Európai indigoügy, Virginiai bóróka, Falusi ipar Abaujmegyében, 1869. A nemes gyümölcsfák szaporításáról, A növények hasznosításáról, A csokoládéfa, Az Indiából hozott indigo cserje, meg sorsa, Magyar nemes csülleng, Eucalyptos globosus, A granát almafa, Xantus-szőlő, 1870. A nankingi chinai czukros czirok, A batát, Kávéfa, Egyptusi nád, Papireperfa, Magyar indigo ügy, 1871. Magyar thea, Édes mazsár virág vagy erdei méhfű, 1872. A batátfolyondár, Vad gesztenyefa)
- M. Államban (1870. 111. sz. Sátoralja-Ujhely haladása, 1871. 154., 155., 164. sz. Kártékony előítéletek és tévedések)
- Wochenblatt für Land- und Forstwirtheben (1871. Geschichte des Indigo)
- Falusi Gazda Naptárában (1872. Magvak csirázó tehetségének megóvása, Hernyók pusztítása)

## Művei
1. Ode ad nobilissimam auditorum coronam quod se ad audiendas benigne adolescentum responsiones humiliare censuerunt 1805. Hely. n.
2. Ode rev. dno Michaeli Paintner praeposito inf. B. M. Virginis de Rátóth dum c. e. Jaurinensis canonicust et archi diaconus Comaromiensis renunciatus esset, nomine gymnasii reg. Tatensis oblata. Mense Jan. 1806. Hely n.
3. Propositiones ex historia Ungariae pragmatica quas in lyceo Szegediensi schol. piarum ex institutionibus D. Katona ... Anno 1816. Mense Martio, occasione tentaminis publici propugnarunt ... Szeged
4. A kegyes oskolák százados ünnepe nemes szab. kir. Szeged városában 1820. eszt. 14. júliusán, ugyanott (Költemény)
5. Seculum a scholis piis in libera regiaque civitate Szegediensi anno 1820. die 14 Julii exactum, ugyanott (Költemény)
6. Propositiones ex historia universali quas in lyceo regio Szegediensi ex institutionibus D. Katona... mense Aug. anno 1821. publica defenderunt. Uo.
7. Tentamen publicum, quo de philologia auxiliaribus historiae scientiis, et historia universali aevi antiqui, ex institutionibus D. Katona... Anno 1826. 17-o Martii. Clausenburgii
8. Ode eminentissimi 1. b. e. cardinali... d. Alexandro a Rudna et Divék-Ujfalu dum bireto ritu solemni inauguratus Vienna Strigonium reverteretur a collegio et reg. maj. gymnasio Levensi sch. piarum diacata. 1829
9. Honi indigó. Föltalálta gyártása szereit és az indiaival egyenlőségét festett remekekkel, és festő mesterek pecsétes bizonyítványaival megerősíti... Pest, 1839
10. Honi indigogyártás haladása. Szeged, 1841
11. A hegyes szeglet meghármazása. Uo. 1843. Egy rajzzal (magyar és latin szöveggel, 1852-ben Pesten csak latinul jelent meg ismét: Trisectio anguli acuti c.)
12. Értekezések a szelid gesztenyefáról, a borok királyáról, magyar theáról és indigóról. Pest, 1850 (nyom. Sárospatakon)
13. Gyümölcsfák nemesítése irtogatással és dinnyészet. Pest, 1853
14. Növényhonosítás. Uo. 1854 (3. kiadás, számos észak-amerikai növényekkel és technologikus közlésekkel bőv. kiadta Kodolányi Antal. Uo. 1864)
15. A dinnyészet. Uo. 1860 (Kerti Gazd. Könyvtára III.)
16. Európai indigo netovábbja. Sátoralja-Ujhely. 1864 (4. kiad. Pest, 1869)
17. A kávéfának tökélyes megismertetése. Sátoralja-Ujhely, 1868
18. Quadratura circuli. Sárospatak, 1872
19. Vindiciae quadraturae circuli editae anno 1872. Accedit quadrati cuiusuis in circulum aequalis aerae conversio. Pestini, 1873
20. Első magyar király Ázsiában. Igaz történetekre alapított hősköltemény. Sátoralja-Ujhely, 1874. (24 énekben, 1824 körül írta; nyomtatását kevéssel halála előtt eszközölte; halála után Kovács János tanár rendezte a többi részét sajtó alá s Utószót írt hozzá. A művet összesen 200 példányban nyomtatták ki; a könyvpiaczra nem került, hanem minden társház számára küldtek belőle egy-egy példányt. A fönnmaradt példányok a s.-a.-ujhelyi társház könyvtárában vannak.)

### Kéziratban
Kirándulás a Tátrahegyre; Utazás Mehádiába; Katona ujhelyi tartózkodása alatt 1843-tól életének utolsó napjáig a ház történetét is vezette; körülbelül 70 lapra terjed följegyzése, leggyakrabban politikai vonatkozású cikket fűz a ház történetébe, legérdekesebbek a következők: Libertas nationis hungarae anno 1850 ademta anno vero 1860 restituta, Antiquato regimine baronis Bach germancio regime hungaricum postlimine restituitur, Grassatio Germanorum in Hungaria. Victitudinis politicae, Libertas Hungariae restituta, Bellum Austriae cum Italis et Borussis, Libertas nationi Hungariae tandem ex integro restituta; M. T. Cicero minden szónoklattaniművei; C. Julius Caesar minden művei; Hasznos Ismeretek Tára, 632 lap; A magyar nemzet átalakulásának nevezetesb történetei, 119 tömötten írott ív az 1848-49. eseményekről; Árpád Magyarország szerzője, hősköltemény; Bölcsesség és bolondság; A magyar nemzet emlékezetes történetei; Élettan; Élettudomány, zárbeszéd alakban a görög és római írók nyomán; Emberi természet méltósága; Értekezés a nemzetiségről és hazafiságról; végre Önéletírása, melyben a középiskolai tanórák leírása is van a múlt század végén és a század elején sat.